# Роберт Діксон
Ро́берт «Боббі» Ді́ксон (англ. Robert Lee "Bobby" Dixon; нар. 1983) — американський баскетболіст. Зріст — 178 см.
У сезоні 2005—2006 років грав у США у лізі Національної асоціації студентського спорту (NCAA) за команду Troy. Його статистика в сезоні: 17,9 очка за гру, 5,3 передачі, 3 перехоплення та 5,3 підбирання.
У 2006—2007 роках грав у французькому GraveLines. Статистика: 14 очок за гру, 6 підбирань та 4 передачі.
У 2007—2008 роках виступав за Polpak Swecie-Poland, де вийшов на такі показники: 16,3 очка за гру (4 сходинка в польському рейтингу), 5,3 передачі (лідер рейтингу), 4,9 підбирання. Загалом Боббі став 3-м найкориснішим гравцем Польщі.
У 2008—2009 роках грав за український клуб «Черкаські Мавпи» на місці розігрувача.